# 담양 국씨
담양 국씨(潭陽鞠氏)는 전라남도 담양군을 본관으로 하는 한국의 성씨이다.

## 국씨(鞠氏) 성씨 기원(姓氏 起源)
국씨의 원조는 중국황제 헌원(軒轅)으로 황제의 손자가 전욱이고, 전욱의 손자가 후직(后稷, 이름은 기(弃), 농사를 관장)이며, 후직의 손자가 국도(鞠陶)이다. 후직은 주무왕(周武王) 희발의 15대조이고, 국도(鞠陶)는 13대조이니 국씨는동양 최고의 씨족이다.
중국 농신(農神) 후직(后稷)의 자부(며느리)가 아들을 낳았는데, 기이하게도 오른손 주먹을 꼭 쥐고 있어 어떻게 하여도 펴지 못하여 모두 놀라 후직에게 여쭈자, 후직이 다가가 아이의 손에 자기의 손을 대자 아이의 손이 즉시 펴지며 손바닥에 과두문자(머리는 굵고 끝은 가는 올챙이 형상의 중국 고대문자)가 보이는데, 자세히 보니 국(鞠)자였다. 그리하여 이름을 국도(鞠陶)라 불렀다. 국도가 성장한 후 재능이 있어 주족(周族)의 수령이 되었는데 주(周)나라의 창시자 주문왕(周文王)이 바로 그 후예이다. 그러므로 국도(鞠陶)는 주왕실의 먼 조상이다.

## 역사
담양 국씨(潭陽 鞠氏)의 시조는 국주(鞠周)는 중국 절강성 항주 출신으로 송나라 휘종 원년 1101년 태어났으며  공경대부(公卿大夫)였는데, 금나라가 송나라의 황제였던 흠종(欽宗)을 납치해간 정란(政亂)이 발생하자 이 난을 피해 고려에 원병을 청하러 1128년(인종 6) 고려에 입국하여 귀화하였다. 국주는 고려에 입국하여 인종을 배알하고 군신의 예를 취하였는데, 인종이 크게 기뻐하면서 국주에게 감정관(監正官)을 제수(除授)하여 고려 조정에 출사(出仕)시켰다. 그리고 당시 중원(中原)의 신흥 강국으로 부상하던 금나라에서 송나라를 제압하고 고려에게 군신의 관계로 대할 것과 많은 공물(貢物)을 요구하였는데, 인종은 국주를 금국봉사(金國奉使)로 임명하여 금나라의 요구에 외교적으로 대처하게 하였다. 국주는 왕명을 받고 여러 번 금나라에 왕래하면서 군신관계의 부당성을 주장하여 외교적으로 평등관계를 맺고 귀국하였다. 이에 인종은 국주에게 삼중대광(三重大匡) 추성군(秋城君)에 봉하고 담양(潭陽)을 본관으로 정해주었다고 한다.
1세조 국주(鞠周) 감정관(외교사절, 금국봉사, 추성군), 2세조 국지원(鞠知遠) 문하시랑 평장사, 3세조 국영돈(鞠暎敦)은 문하찬성사(門下贊成事)를 지냈고, 4세조 국성윤(鞠成允) 충청안렴사, 5세조 국호(鞠虎)는 좌정승(左政丞)을 지냈으며, 7세조 국담(鞠譚) 대제학, 8세조 국량(鞠樑)은 병부상서(兵部尙書)를 지냈고, 9세조 국유(鞠襦)는 호부상서(戶部尙書) 겸 판의금(判義禁)을 지냈다.

## 인물
- 국유(鞠襦) : 9세손. 호는 복애(伏崖). 병부상서(兵部尙書) 국량(鞠樑)의 아들이다. 고려 공민왕 때 최영 장군의 탐라 정벌을 돕고, 곡주 지역의 반란군을 평정하는 등의 공으로 호부상서(戶部尙書)에 이르렀으나 고려가 망하자 두문동(杜門洞)으로 들어갔다. 슬하에 3남 국무(鞠珷)‧국성(鞠珹)‧국황(鞠徨)을 두었는데 태조 이성계가 충절을 기려 자손을 담양 관리에 임명토록 하였다.[2]
- 국경례(鞠經禮, 1428년 ~ ?) : 국황(鞠徨)의 현손. 1451년(문종 1) 증광시(增廣試) 문과에 급제하여 세조 때 장수현감을 거쳐 사간원사간(司諫院司諫)에 올랐다. 학문이 깊고 영민하여 문종이 친림한 자리에서 사서특강을 하는 등 어전에서 강론한 인재였다. 세조 때 사간으로서 왕의 난정을 직간하고 은퇴했다. 그 후 담양에 내려가 학문에만 전념했다. 세조가 대사간의 벼슬을 내리면서 불렀으나 불응하고, 후진들과 강론으로 여생을 보냈다. 그의 아들 거경(居敬)·화경(和敬)·승경(承敬)·장경(長敬)·방경(邦敬)·치경(致敬) 등 6형제 대에 이르러 크게 번성하였다.
- 국감(鞠瑊, 1604년 ~ ?) : 훈련원봉사(訓鍊院奉事) 국경상(鞠景祥)의 아들. 1637년(인조 15) 무과에 급제하여 전부장(前部將)을 지냈다.
- 국민(鞠旻, 1611년 ~ ?) : 자는 유원(悠遠). 1663년(현종 4) 식년 문과(文科)에 급제하여 1664년(현종 5) 사헌부 감찰(監察), 성환찰방(成歡察訪), 1669(현종 10) 성균관 전적(典籍)을 지내고, 1670년(현종 11) 적성현감(積城縣監)에 제수되었다.
- 국항규(鞠恒珪, 1813년 ~ ?) : 자는 이중(而仲), 호는 동계(東溪)이다. 1839년(헌종 9) 금성산수성별장(金城山守城別將)으로 재임 중일 때는 사비(私費)를 들여 성곽을 개수하는 동시에 병사들의 훈련 강화에도 힘썼다. 또 성곽 주변의 어려운 사람들을 구휼했다. 담양에는 관방제림(官防堤林)이 있는데, 1854년(철종 6) 국항규는 부사(府使) 황종림(黃鍾林)과 함께 제방을 재축조하면서 사재를 털어 괴목(槐木) 수천 그루를 심었다. 관방제림은 천연기념물 제366호로 지정되어 있다.
- 국동완(鞠東完, 1867년 ∼ 1909년) : 자는 찬서(贊書)이다. 전라남도 장성군에서 태어났다. 1907년 한일신협약 체결 이후 항일 의병장으로 활약하였다. 기삼연 의진(義陣)에 가담에 활동을 시작하였다. 1908년 1월부터는 스스로 의병장이 되어 일본군과 교전하고 군자금을 모으는 등 활발히 활동했다. 1909년 9월 6일 체포되어 고창헌병대에 수감되었다. 모진 고문에도 불구하고 끝까지 일제에 저항하였으며, 결국 전남의 영광헌병대로 이송되어 9월 10일 사형당했다. 1991년 애국장이 추서되었다.
- 국채표(鞠採表, 1906년 ~ 1967년) : 기상학자. 제2대 중앙관상대장.
- 국양문(鞠良文, 1914년 ~ 1998년) : 중요무형문화재 제31호 낙죽장(烙竹匠) 기능보유자
- 국쾌남(鞠快男, 1922년 ~ 2007년) : 제4대 민의원. 세기상사 회장. 대한극장 설립자.
- 국길호(鞠吉鎬, 1932년 ~ 2022년) : 자는 정안(定安), 호는 위당(爲堂), 삼수재(三修齋) 전경표(全景杓) 문하에서 수학, 전주고등학교 재학중 한국전쟁 발발 학도병으로 참전, 고산향교 전교, 성균관 유도회 고산지부장, 천곡, 백현, 반곡서원장 등 역임, 전라북도향교재단 효자상과 완주군문화장 수상, 고산향교 일요학교장을 역임 지역사회 청소년들에게 한문과 전통예절을 가르쳐 미래의 동량으로 성장하는데 크게 기여.
- 국병두(鞠秉斗, 1936년 ~ ) : 목사, 선교사
- 국종남(鞠鍾南, 1937년 ~ ) : 제14대 국회의원
- 국창근(鞠瑲根, 1939년 ~ ) : 제15대 국회의원
- 국정련(鞠廷鍊, 1943년 ~ ) : 미해군소속 레저무기 연구자 2007은퇴
- 국경복(鞠慶福, 1956년 ~ ) : 제5대 국회예산정책처장
- 국민수(鞠敏秀, 1963년 ~ ) : 제56대 법무부 차관
- 국성하(鞠聖河, 1971년 ~ ) : 연세대학교 교육학 박사, 대한민국역사박물관 재직
- 국혜정(鞠蕙汀, 1972년 ~ ) : KBS 아나운서, 국창근의 딸.
- 국승연(鞠承延, 1973년 ~ ) : EBS 성우
- 국가비

## 본관
담양(潭陽)은 전라남도 담양군의 지명이다. 본래 백제의 추자혜군(秋子兮郡)이다. 신라 경덕왕이 추성군(秋成郡)으로 고쳤고, 995년(고려 성종 14)에는 담주도단련사(潭州都團練使)를 두었다가, 1018년(현종 9) 담양군으로 개편하여 나주(羅州)에 편입시켰다. 1172년(명종 2)에는 감무(監務)를 두었고, 1391년(공양왕 3)에는 원율현(原栗縣 : 담양군 금성면 원율리 일대)을 병합하였다. 1395년(태조 4) 군으로 승격하였고, 1399년(정종 1)에 부(府)로 다시 승격하였으며, 1413년(태종 13)에 담주에서 담양도호부(潭陽都護府)가 되었으나, 1728년(영조 4)에 현(縣)으로 강등되었다. 1914년 창평군(昌平郡)을 담양군에 병합하였다.

## 과거 급제자
담양 국씨는 조선시대 문과 급제자 2명, 무과 1명, 생원·진사 8명을 배출하였다.
문과
국경례(鞠經禮) 국민(鞠旻)
무과
국감(鞠瑊)
생원시
국민(鞠旻) 국성남(鞠聖男) 국용진(鞠龍鎭) 국침(鞠沈) 국태환(鞠台煥) 국형손(鞠亨孫)
진사시
국함(鞠涵) 국흥렬(鞠興烈)

## 인구
- 1985년 3,586가구 14,872명
- 2000년 4,892가구 15,774명
- 2015년 19,089명
- 2024년 23,013명